# Lego City Undercover
Lego City Undercover est un jeu vidéo d'action-aventure en monde ouvert développé par Traveller's Tales et édité par Nintendo. Il est sorti le 19 mars 2013 en Amérique du Nord et le 28 mars 2013 en Europe. Un portage sur Windows, Xbox One, PlayStation 4 et Nintendo Switch est sorti en avril 2017.
Basé sur la gamme Lego City et suite du jeu Lego City Undercover: The Chase Begins, le jeu suit l'histoire de Chase McCain, officier de police dont le but est de rétablir l'ordre dans la ville. Le jeu en monde ouvert à la manière d'un GTA-like permet au joueur de parcourir librement la ville fictive de Lego City, inspirée de Los Angeles, San Francisco et New York.

## Trame

### Scénario
L'officier de police Chase McCain revient à Lego City, après avoir été renvoyé il y a deux ans à la suite d'une affaire importante, à la demande du maire Gleeson. À son retour, Gleeson lui révèle que Lego City est en proie à une vague de crimes qui a fortement entaché la réputation de la ville et fait fuir les touristes. Elle pense qu'il s'agit de l'œuvre de Rex Fury, un criminel notoire que Chase a arrêté et qui s'est récemment échappé de la prison d'Albatross. Elle demande à Chase de le retrouver et de l'arrêter une fois de plus. Pour l'aider dans sa tâche, Chase est rejoint par Frank Honey, une recrue à l'esprit étroit, et assisté par Ellie Phillips, une technicienne de la police municipale. Son retour n'est cependant pas une bonne nouvelle pour Natalia Kowalski, la petite amie de Chase, qui a été placée dans le programme pour la protection des témoins après que Chase a révélé par inadvertance qu'elle était le témoin dans le procès de Fury. Le retour de Chase McCain n'est pas non plus apprécié de Marion Dunby, le nouveau chef de la police de la ville, qui avait fait renvoyer Chase à cause de son erreur et qui l'a toujours détesté.
Après avoir traité un certain nombre d'affaires mineures, Chase parvient à obtenir quelques indices qui l'amènent à rencontrer Rex à la mine Bluebell. Bien qu'il l'ait trouvé, il est vaincu avant d'avoir pu l'arrêter. En reprenant conscience, il apprend que le père de Natalia a disparu. Bien qu'il lui propose de l'aider à le retrouver, Chase voit son aide refusée par Natalia. Chase se rend dans un dojo et reçoit une formation de base en kung-fu d'un plombier nommé Barry Smith. Peu de temps après, Chase est envoyé pour sauver Frank et un nouveau camion de police des associés criminels de Rex. Frank conduit le camion de police et finit par s'écraser dans le commissariat lors d'une cérémonie avec Gleeson et Dunby. Après avoir subi des pressions de la part de Gleeson pour impliquer Chase dans l'affaire de Rex, et après que Frank lui ait dit qu'il était volontairement tenu à l'écart, Dunby envoie Chase sous couverture dans une société de limousines appartenant à Chan Chuang, chef d'un gang criminel. Pendant son séjour dans l'entreprise, il travaille comme chauffeur de maître pour le millionnaire Forrest Blackwell, se fait accepter par l'associé de Chan, Vinnie Pappalardo, et vole un buggy pour Chan. Lorsque Natalia est capturée par Chan, alors qu'il enquête sur son lien avec la disparition de son père, Chase va la secourir, ce qui l'amène à accepter son aide pour retrouver son père, mais met Dunby en colère lorsque Chan se cache.
Dunby le retire temporairement de l'affaire et fait transférer Chase et Frank au parc national de Bluebell pour travailler avec le shérif Duke Huckleberry. Quelque temps plus tard, Dunby le réintègre dans l'affaire, après quoi Chase est chargé par Vinnie de travailler pour lui, notamment de voler un Tyrannosaure robotisé au musée de Lego City. Après avoir aidé à sauver Natalia d'un groupe d'hommes mystérieux, après quoi ils se réconcilient partiellement, Chase suit Vinnie chez son acheteur privé et découvre qu'il s'agit de Rex lui-même. Lorsque Vinnie apprend qu'il ne sera pas payé pour son travail et qu'on lui ordonne de voler d'autres objets pour son acheteur, il demande à Chase de voler Blackwell. Après s'être introduit dans le manoir de ce dernier, Chase retourne au salon de glace de Vinnie, pour le trouver envahi par les voyous de Rex et Vinnie enfermé dans un congélateur en représailles pour être allé à l'encontre des ordres de Rex. Chase parvient à sauver Vinnie des voyous de Rex, puis après avoir interrogé leur chef, il prend leur place pour apprendre ce que Rex prépare.
Parvenant à s'infiltrer dans la cachette de Rex, Chase surprend le père de Natalia, le scientifique Henrik Kowalski, en train d'être interrogé par Rex et découvre que Blackwell a lui-même organisé la vague de crimes et qu'il a réussi à enlever Natalia pour contraindre son père à travailler sur ses plans. Sauvant Kowalski, Chase appelle Ellie pour lui faire part de ce qu'il a appris. Elle l'informe que Blackwell a récemment fait parler de lui en promettant qu'il avait des plans qui changeraient Lego City pour toujours. Se rendant au manoir de Blackwell, il le fouille pour trouver des preuves des crimes de Blackwell et pour localiser Natalia. Chase découvre bientôt que Blackwell avait initialement prévu de construire un complexe d'appartements et un centre commercial à la place du parc national de Bluebell, mais que Lego City l'en a empêché en raison de la présence d'une espèce d'écureuil roux rare et menacée dans le parc. Humilié et furieux d'avoir été refusé, Blackwell commence un nouveau plan pour construire une colonie sur la Lune et converti sa tour, la Blackwell Tower, en une fusée, dont Chase découvre qu'elle brûlera Lego City lorsqu'elle sera lancée. Chase demande rapidement à Henrik et à plusieurs membres de la police municipale de construire un champ de force pour empêcher les moteurs de la fusée de détruire la ville.
Apprenant que Blackwell a enlevé Natalia avec lui, Chase le poursuit grâce à une navette spatiale américaine. Sur la Lune, Chase se retrouve à utiliser un mecha de construction pour combattre Rex dans le tyrannosaure modifié qu'il a aidé à voler. Blackwell laisse les deux hommes derrière lui, détruisant la navette. Chase parvient à vaincre Rex lors d'un ultime combat, après quoi Blackwell les envoient tous deux en chute libre vers la Terre. Jurant de se venger, Blackwell se retrouve envoyé en l'air par une vache sortie de nulle part. En sautant vers la prison de Natalia dans le module de commande de la fusée, Chase la sauve en déclenchant le parachute du module. Une fois de retour en ville, Gleeson le félicite d'avoir sauvé Lego City, tandis que Dunby offre à Chase l'honneur de procéder à l'arrestation de Rex. Cependant, Chase refuse, affirmant que Natalia est plus importante pour lui maintenant, et ils ravivent leur relation et partent pour commencer une nouvelle vie ensemble.

### Environnement
Lego City Undercover se déroule dans la ville fictive de Lego City, largement inspirée de Los Angeles, San Francisco et New York. Plusieurs lieux emblématiques des États-Unis sont reproduits dans le jeu, comme le pont du Golden Gate (pont d'Auburn Bay dans le jeu), la statue de la Liberté, l'île d'Alcatraz (Albatross Island dans le jeu), Times Square (place Bright Lights dans le jeu), le centre spatial Kennedy (Apollo Island dans le jeu) et son bâtiment d'assemblage de véhicules, le mont Rushmore, Lombard Street, l'Unisphere, le pont de Brooklyn (Heritage Bridge dans le jeu), ou la Transamerica Pyramid. Beaucoup d'autres bâtiments sont inspirés de vrais sets Lego City. Au nord-ouest, se trouvent les quartiers de Fort Meadows et celui du parc national de Bluebell, il s'agit de la partie reliée au continent. Les autres quartiers sont situées sur les deux îles principales de Lego City, reliés entre elles et au continent par des ponts. La ville dispose d'un métro avec 14 stations, permettant au joueur de se déplacer plus vite sur la carte.

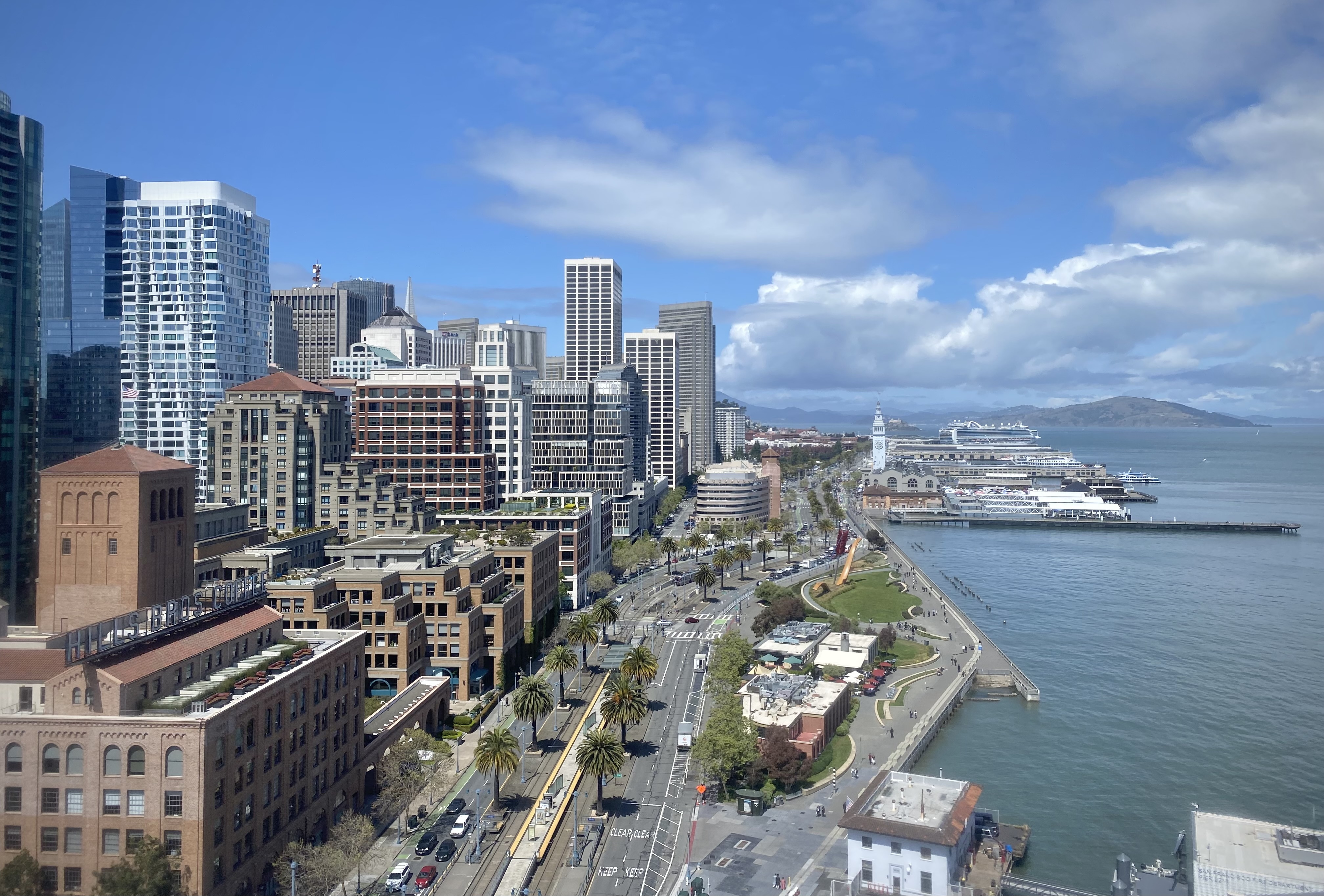
Lego City est une parodie des grandes villes américaines, notamment San Francisco.

L'île principale de Lego City se situe à l'est, elle est composée de nombreux quartiers situés en bord de mer, le centre de l'île étant très montagneux. On peut néanmoins traverser l'île grâce au tunnel traversier qui passe sous les montagnes. On y retrouve le centre-ville au sud, l'aéroport au nord, une station balnéaire (Paradise Sands) à l'est, un Chinatown (Pagoda) à l'ouest, et d'autres quartiers résidentiels ou commerciaux.
À l'ouest se trouve la seconde grande île de Lego City, dont seule la partie est est habité. On y trouve deux grands quartiers, Cherry Tree Hills, quartier principal de la ville très inspiré de San Francisco où se trouve le commissariat de police de Lego City, et Auburn, une grande zone industrialo-portuaire en reconstruction.
Au centre de Lego City, entre les trois parties de la ville se situe Lady Liberty Island, une petite île touristique avec en son centre la statue de la Liberté. Au sud se situe Albatross Island, elle abrite la prison d’Albatross où sont enfermés de dangereux criminels. À l'est se trouve Apollo Island, une île servant de base de lancement.

### Personnages
- Chase McCain : officier de police récemment réintégré dans la police de Lego City, c'est le principal protagoniste du jeu et le personnage incarné par le joueur. Son objectif est d'arrêter Rex Fury et de protéger Natalia. Il trouve son inspiration dans le personnage de John McClane, interprété par Bruce Willis[10].
- Ellie Philips : officier de police féminin, elle fournit de précieuses informations à Chase au moyen de son communicateur. C'est également elle qui met à jour les principales fonctions de celui-ci.
- Frank Sherry : officier de police subalterne maladroit et gaffeur, riche héritier, d'une intelligence limitée et d'une grande naïveté. Il admire énormément Chase McCain et est amoureux d'Ellie.
- Chef Marlon Dunby : chef colérique de Lego City Police Department, il désapprouve la plupart des actes de Chase McCain. Grand amateur de donuts.
- Natalia Kowalski : ancienne journaliste reconvertie en infirmière à la suite du procès de Rex Fury dans lequel elle a témoigné et où par mégarde, Chase McCain révéla son identité. Elle est la fille d'un scientifique et éprouve des sentiments forts pour Chase McCain.
- Rex Fury : un dangereux criminel, évadé de la prison d'Albatross. Est le principal suspect de la vague de crime régnant à Lego City. Mais il s’avérera finalement qu'il travaille pour une tierce personne.
- Chan Chuang : un chef de gang asiatique, possédant un service de location de limousines.
- Vinnie Pappalardo : un chef de gang italien, propriétaire d'une chaîne de glaciers.
- Forrest Blackwell : milliardaire dont le projet immobilier a avorté à la suite de la découverte d'une espèce protégée d'écureuils, il cherche secrètement à se venger de Lego City. Il peut être décrit comme un « génie du mal ».
- Maire Gleeson : le maire de Lego City et ancienne chef de la police, elle est convaincue que Chase McCain est l'homme qu'il faut à la ville pour la débarrasser de Rex Fury.
- Dr Henrik Kowalski : scientifique de renom et père de Natalia, ressemblant étrangement à Albert Einstein. Il est enlevé par Rex Fury et sauvé par Chase McCain.
- Albert Spindlerouter : un ouvrier du bâtiment de Lego City qui est une parodie de l'acteur Arnold Schwarzenegger.

## Système de jeu

### Généralités
Lego City Undercover est un jeu d'action-aventure en trois dimensions, en monde ouvert, dans lequel le joueur dirige un personnage en vue objective. Le personnage-joueur est capable de marcher, nager, sauter, grimper sur de différents obstacles, et de conduire une variété de véhicules motorisés tels que des voitures, des camions, des autobus, des motos, des vélos, des trains, des bateaux, ou des hélicoptères. Il est possible de réquisitionner ces véhicules, ou bien de les acheter et les commander. Si la plupart des véhicules du jeu sont issus de sets Lego, les autres sont souvent inspirés de vrais modèles.

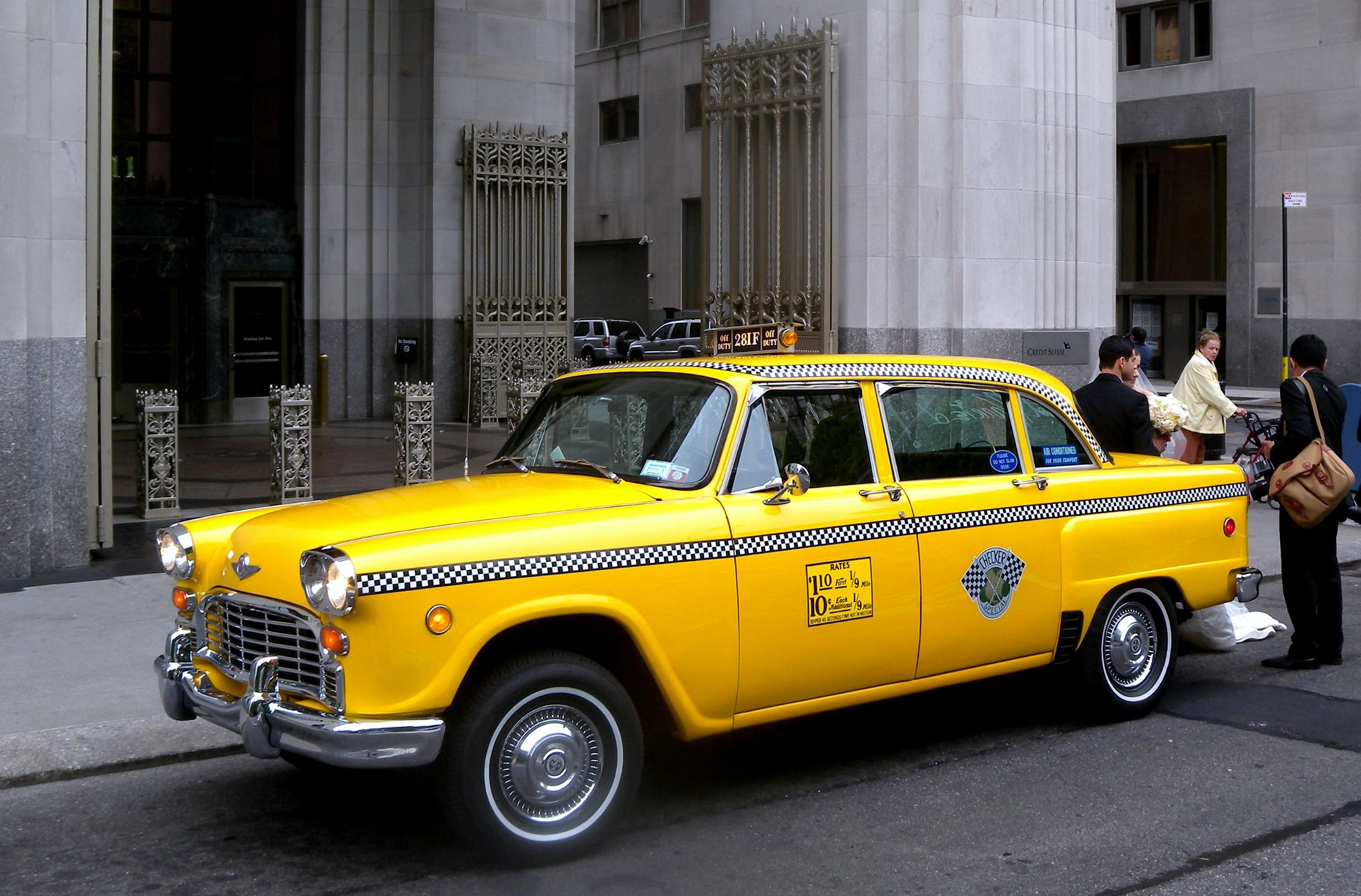
Le joueur peut aussi se déplacer dans des taxi inspirés des vieux taxi new-yorkais.

L'environnement ouvert permet au joueur une exploration libre de la carte sans aucune contrainte réelle. Lorsqu'il n'est pas en mission, le joueur peut se déplacer dans la ville, notamment en taxi. Le système de jeu s'inspire beaucoup de la série des Grand Theft Auto, la violence verbale et physique en moins. Mais contrairement à ces derniers où le protagoniste principal est un criminel agissant par vengeance ou par appât du gain, le joueur incarne ici un policier chargé de faire régner l'ordre et d'arrêter les criminels et malfrats en tous genres,.
La quête principale est de résoudre une affaire criminelle, en remplissant une série d'objectifs et en bouclant une série de missions spéciales. De nombreuses quêtes annexes aussi diverses que variées viennent se greffer à la quête principale, comme des courses avec points de passage, des bandes de voyous à défaire, des feux de barbecue à éteindre, ou des chats à secourir. Ces quêtes annexes sont généralement récompensées par l'obtention de briques dorées ou de jetons déguisements, la collection de ces jetons et de ces briques constituant en outre une quête annexe en eux-mêmes.

### Déguisements et capacités
Au cours de son enquête, Chase McCain aura l'opportunité d'enfiler divers déguisements tels que fermier, pompier, mineur ou encore astronaute; chacun, de par ses propriétés intrinsèques, lui permet d'effectuer des actions spécifiques (capacité de faire pousser des plantes, éteindre des feux, percer le sol, etc.) et de résoudre certaines énigmes.

### Utilisation du GamePad
Sur la version Wii U, le Wii U GamePad possède de multiples utilisations dans Lego City Undercover. L'utilisation par défaut est l'affichage de la carte de Lego City, avec la possibilité d'effectuer certaines actions grâce à l'écran tactile, comme se rendre à divers endroits en utilisant les gares dispersées dans la ville, zoomer/dézoomer sur une zone particulière, avoir un compte-rendu de l'ensemble des collectibles déjà acquis ou à acquérir pour une zone donnée ou pour l'ensemble de la ville.
Un autre usage important du GamePad est son mode « scanner ». Celui-ci peut être utilisé selon les cas comme scanner audio afin d'écouter des conversations (principalement pour les missions annexes) à des endroits donnés mais également pour trouver certains malfaiteurs. De plus, il lui est également possible, si ces options sont activées dans le menu « Extras », de détecter les divers collectibles présents aux alentours (jetons, briques Lego, etc.). En outre, il est possible de recevoir des appels téléphoniques vidéos de certains personnages du jeu (comme Ellie Phillips) et de prendre des photographies. Enfin, le GamePad sert de dispositif de sélection de déguisements ou de véhicules, ainsi que pour l'achat de ceux-ci au commissariat.
Dans les autres versions autres que sur Wii U, les informations sont directement sur le même écran, et une mini-carte est positionnée sur le bas côté gauche de l'écran.

## Développement
Le développement de Lego City Undercover est assuré par le studio britannique Traveller's Tales, division du groupe TT Games et filiale de Warner Bros. Interactive Entertainment. Le prototypage du jeu débute en 2010 et dure environ douze mois. Sans idée précise de la direction du jeu, l'équipe commence par créer un petit environnement avec des véhicules et des bâtiments Lego. En 2011, Nintendo contacte le studio et présente les possibilités de la future Wii U. Ayant déjà eu de bonnes expériences avec Nintendo avec des portages réussis de leurs titres précédents et appréciant les spécifications de la plateforme, l'équipe accepte de travailler avec Nintendo. Le développement d'un jeu sans licence de film donne à l'équipe plus de liberté en matière de scénario.
Le 7 juin 2011, lors de l'Electronic Entertainment Expo 2011, la conférence Nintendo aborde le développement d'un futur jeu Lego sur 3DS et Wii U : Lego City Stories,. Le jeu est vite décrit comme un GTA-like, jusqu'au nom du jeu à l'époque, faisant directement référence à deux opus de la série Grand Theft Auto (Liberty City Stories et Vice City Stories). Lors de la conférence de presse de Nintendo à l'E3 2012, le 5 juin 2012, il est révélé le changement de nom en Lego City Undercover. La première bande-annonce du jeu est dévoilée lors de cet événement, révélant des séquences de jeu pour la première fois. Lors du Nintendo Direct du 13 septembre 2012, de nouvelles bandes-annonces détaillant l'histoire sont diffusées.

## Bande-son
La bande originale du jeu est composée principalement par Simon Withenshaw, aidé de Paul Weir et Suddi Raval. En plus des compositions originales, d'autres musiques déjà existantes sont utilisées dans le jeu. C'est notamment le cas dans la cinématique d'introduction du jeu, qui s'ouvre avec Walking on Sunshine de Katrina and the Waves, sorti en 1985. On peut également entendre à deux reprises Ode à la joie (finale du quatrième et dernier mouvement de la 9e Symphonie de Beethoven).

## Distribution
- Joseph May : Chase McCain
- Trevor White (VF : Philippe Bozo) : Frank Honey
- Kerry Shale (VF : Cyrille Monge) : Marlon Dunby
- Jaimi Barbakoff : Ellie Phillips
- Jules de Jongh : Natalia Kowalski
- Larissa Murray : Maire Gleeson
- John Guerrasio (VF : Jérôme Pauwels) : Vinnie Papalardo
- Peter Serafinowicz : Forrest Blackwell
- Nigel Whitmey : Duke Huckleberry
- Adam Buxton : Barry Smith
- (VF : Hervé Grull) : Un policier

## Accueil

### Critiques
Les critiques ont globalement bien reçu le jeu, comme l'atteste le score de 80 / 100 sur Metacritic. Son humour et ses qualités de design ont été appréciés mais la plupart des critiques regrettent la durée trop longue des temps de chargement du jeu et la fréquence de ceux-ci lorsque le joueur accède à des cinématiques ou à des missions spéciales,,.

### Ventes
En décembre 2019, la version Wii U de Lego City Undercover s'est vendue à environ 1,15 million d'exemplaires dans le monde, le classant à la dix-huitième place des titres les plus vendus sur la console.
En avril 2016, Lego City Undercover est réédité dans la gamme Nintendo Selects réunissant plusieurs des grands succès de chacune des consoles Wii U et Nintendo 3DS et vendus à un prix réduit.

### Promotion
Afin de faire la promotion du jeu, Lego commercialise en 2013 le set no 60007 « La course poursuite de la police spéciale ». L'ensemble contient un véhicule tout-terrain, une moto de police, une voiture de sport rouge et trois personnages dont une minifigurine de Chase McCain. Chaque set contient un code lisible sur la plaque d'immatriculation du véhicule tout-terrain. Une fois entré dans le jeu, le code permet de débloquer les deux véhicules du set ainsi qu'une mission spéciale.
En 2017, pour la réédition du jeu, Lego commercialise de nouveau un set basé sur le jeu, le no 60138 « La course-poursuite en hélicoptère ». L'ensemble comprend une voiture de sport, une voiture d'interception de la police, un hélicoptère et une minifigurine de Chase McCain dans son nouvel uniforme. L'hélicoptère et la voiture de police sont tous deux jouables dans la réédition du jeu.